# Dollopterus
Dollopterus es un género extinto de peces actinopterigios prehistóricos. Fue descrito por Abel en 1906.
Vivió en Francia y Alemania.